# Rennrodel-Weltmeisterschaft 2022
Die Rennrodel-Weltmeisterschaft fand im Olympiawinter 2022 ausschließlich in der noch nicht olympischen Disziplin der weiblichen Doppelsitzer als 1. Women Double Luge World Championship 2022 am 30. Januar 2022 statt. Wie auch schon der in der Saison 2021/22 erstmals durchgeführte Weltcup der weiblichen Doppelsitzer mit dem Juniorenweltcup wurde die WM in Verbindung mit den Juniorenweltmeisterschaften 2022 durchgeführt.
Den Titel gewannen in überlegener Manier die beiden Deutschen Jessica Degenhardt und Cheyenne Rosenthal, nachdem sie in der Saison, wenn immer sie daran teilnahmen, auch schon den Weltcup dominiert hatten. Obwohl erst vor der Saison neu zusammengestellt, konnten Degenhardt und Rosenthal sofort auch in der neuen Disziplin an die traditionellen deutschen Erfolge im Rennrodeln anknüpfen. Sie gewannen mit vergleichsweise großem Abstand vor dem zweiten deutschen Spitzenduo, Luisa Romanenko und Pauline Patz, die zwei Tage zuvor schon den Titel bei den Juniorinnen gewonnen hatten. Diese hatten vor ihrem ersten Lauf Pech, als unmittelbar vor dem Start ein Kufendefekt auftrat. Dennoch konnten die Gesamtweltcup-Sieger als letzte Starter die zweitbeste Zeit erreichen und verwiesen ihrerseits das US-amerikanische Spitzendoppel Chevonne Forgan und Sophia Kirkby mit ähnlich deutlichem Abstand auf den dritten Rang. Die US-Amerikanerinnen Maya Chan und Reannyn Weiler auf vier und die Lettinnen Viktorija Ziediņa und Selīna Zvilna auf Platz fünf komplettierten das Spitzenfeld und bildeten damit, wenn auch zum Teil mit leicht verschobenen Platzierungen, auch die Weltcup-Saison auf den ersten fünf Rängen ab. Auf den sechsten Rang fuhr die Kanadierin Caitlin Nash mit ihrer neuen Partnerin Kailey Allan, die mit Natalie Corless 2020 als erstes weibliches Doppel, das im Weltcup gestartet war, Geschichte geschrieben hatte. Das dritte deutsche Doppel, das erst kurz zuvor aus Elisa-Marie Storch und Elia Reitmeier zusammengestellt wurde, kam auf den zehnten Platz.

## Ergebnis
| Platz | Sportlerinnen                             | Bild                  | 1. Lauf       | 2. Lauf       | Gesamtzeit       | Differenz |
| ----- | ----------------------------------------- | --------------------- | ------------- | ------------- | ---------------- | --------- |
| 1     | Jessica Degenhardt/Cheyenne Rosenthal     | Degenhardt/Rosenthal  | 48,293 s (1)  | 47,801 s (1)  | 1:36.094 Minuten |           |
| 2     | Luisa Romanenko/Pauline Patz (1)          | Romanenko/Patz        | 48,577 s (2)  | 48,075 s (2)  | 1:36,652 Minuten | +0,558 s  |
| 3     | Chevonne Forgan/Sophia Kirkby             | Forgan/Kirkby         | 48,901 s (4)  | 48,377 s (3)  | 1:37,278 Minuten | +1,184 s  |
| 4     | Maya Chan/Reannyn Weiler (5)              | Chan/Weiler           | 48,849 s (3)  | 48,528 s (4)  | 1:37,377 Minuten | +1,283 s  |
| 5     | Viktorija Ziediņa/Selīna Zvilna (3)       | Ziediņa/Zvilna        | 48,910 s (5)  | 48,910 s (8)  | 1:37,820 Minuten | +1,726 s  |
| 6     | Caitlin Nash/Kailey Allan                 | Nash/Allan            | 49,004 s (6)  | 48,878 s (7)  | 1:37,882 Minuten | +1,788 s  |
| 7     | Anda Upīte/Sanija Ozoliņa                 | Upīte/Ozoliņa         | 49,201 s (8)  | 48,770 s (5)  | 1:37,921 Minuten | +1,827 s  |
| 8     | Marta Robežniece/Kitija Bogdanova (2)     | Robežniece/Bogdanova  | 49,030 s (7)  | 49,026 s (9)  | 1:38,056 Minuten | +1,962 s  |
| 9     | Anastasia Krupatschewa/Alena Starkowa (4) | Krupatschewa/Starkowa | 49,554 s (10) | 48,797 s (6)  | 1:38.351 Minuten | +2,257 s  |
| 10    | Elisa-Marie Storch/Elia Reitmeier (6)     | Storch/Reitmeier      | 49,497 s (9)  | 49,207 s (8)  | 1:38,704 Minuten | +2,610 s  |
| 11    | Nikola Domowicz/Dominika Piwkowska (8)    | Domowicz/Piwkowska    | 50,113 s (12) | 49,505 s (11) | 1:39,618 Minuten | +3,524 s  |
| 12    | Natasha Khytrenko/Viktoriia Koval (9)     | Khytrenko/Koval       | 50,218 s (13) | 49,725 s (12) | 1:39,943 Minuten | +3,849 s  |
| 13    | Bianka Petríková/Nikola Trembošová (11)   | Petríková/Trembošová  | 50,962 s (14) | 49,763 s (13) | 1:40.725 Minuten | +4,631 s  |
| DNF   | Markéta Nováková/Anna Vejdělková (10)     | Nováková/Vejdělková   | 50,052 s (11) | DNF           |                  |           |

Die Zahl in den Klammern hinter den Namen gibt die Platzierung bei den Juniorenweltmeisterschaften zwei Tage zuvor an, wo elf Schlitten am Start waren. Doppel wie Degenhardt/Rosenthal konnten dort nicht starten, weil zwar Degenhardt noch Juniorin ist und den Titel im Einzel gewonnen hatte, Rosenthal jedoch keine Juniorin mehr ist.

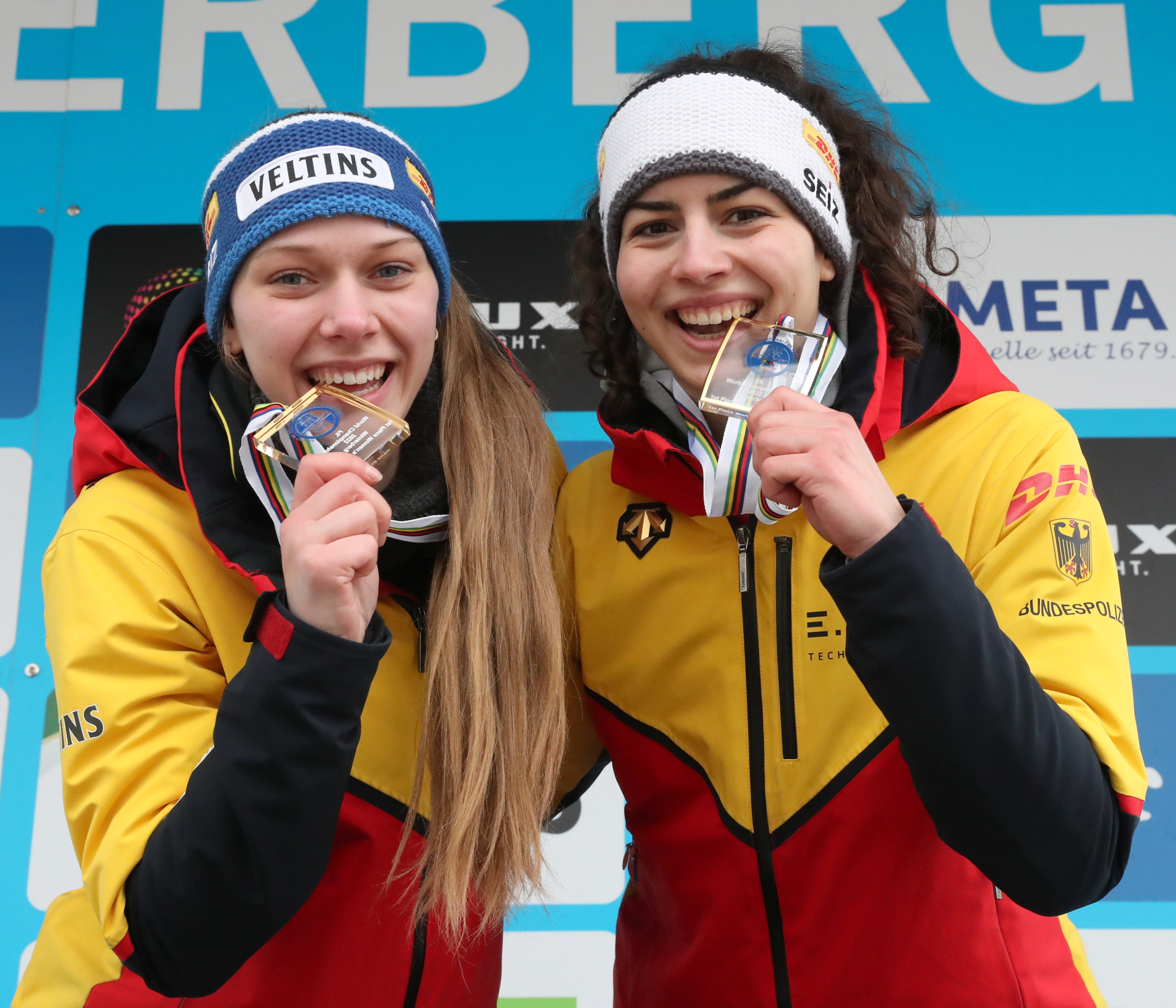
Rosenthal (links) und Degenhardt (rechts)
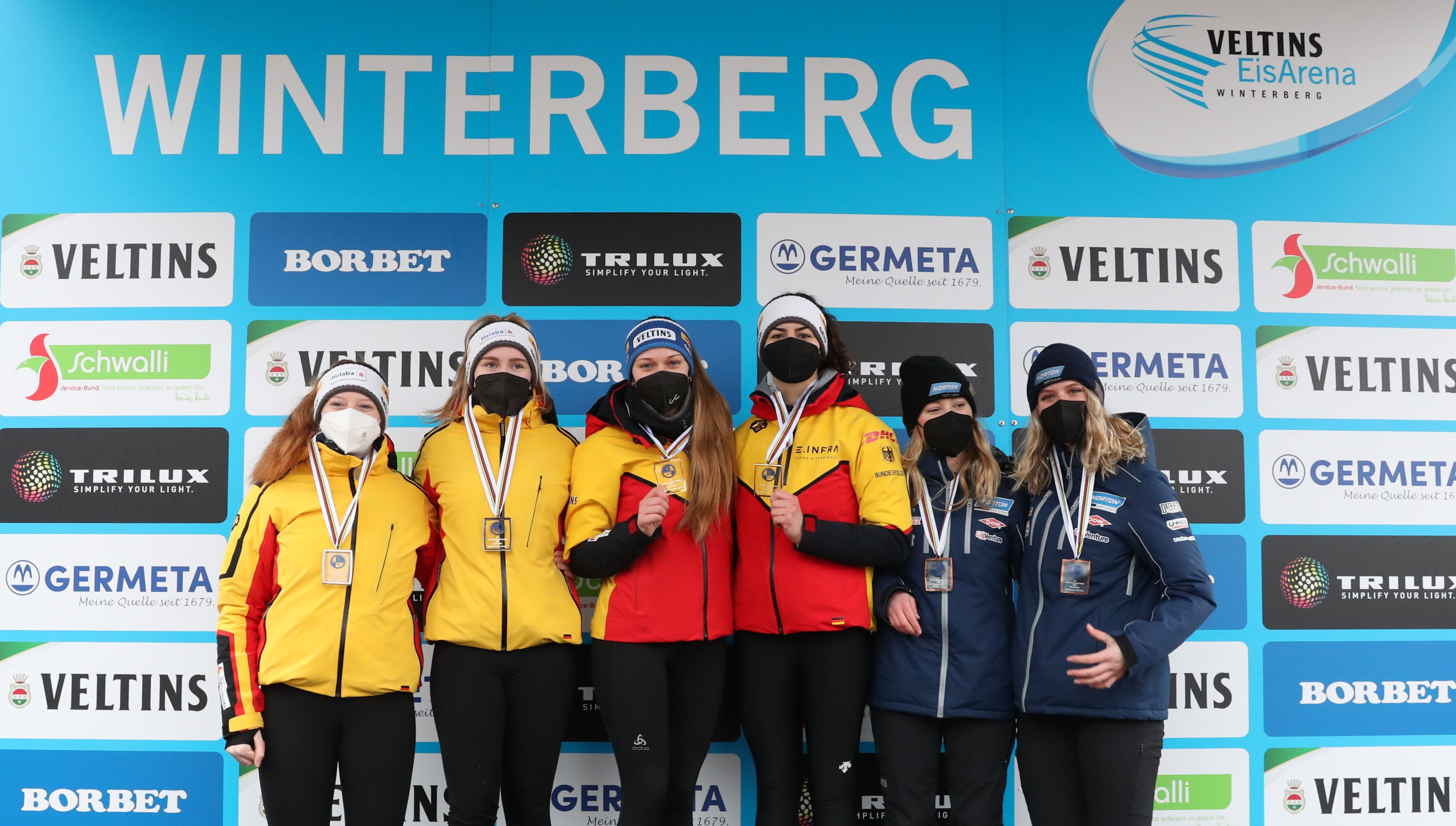
Podium
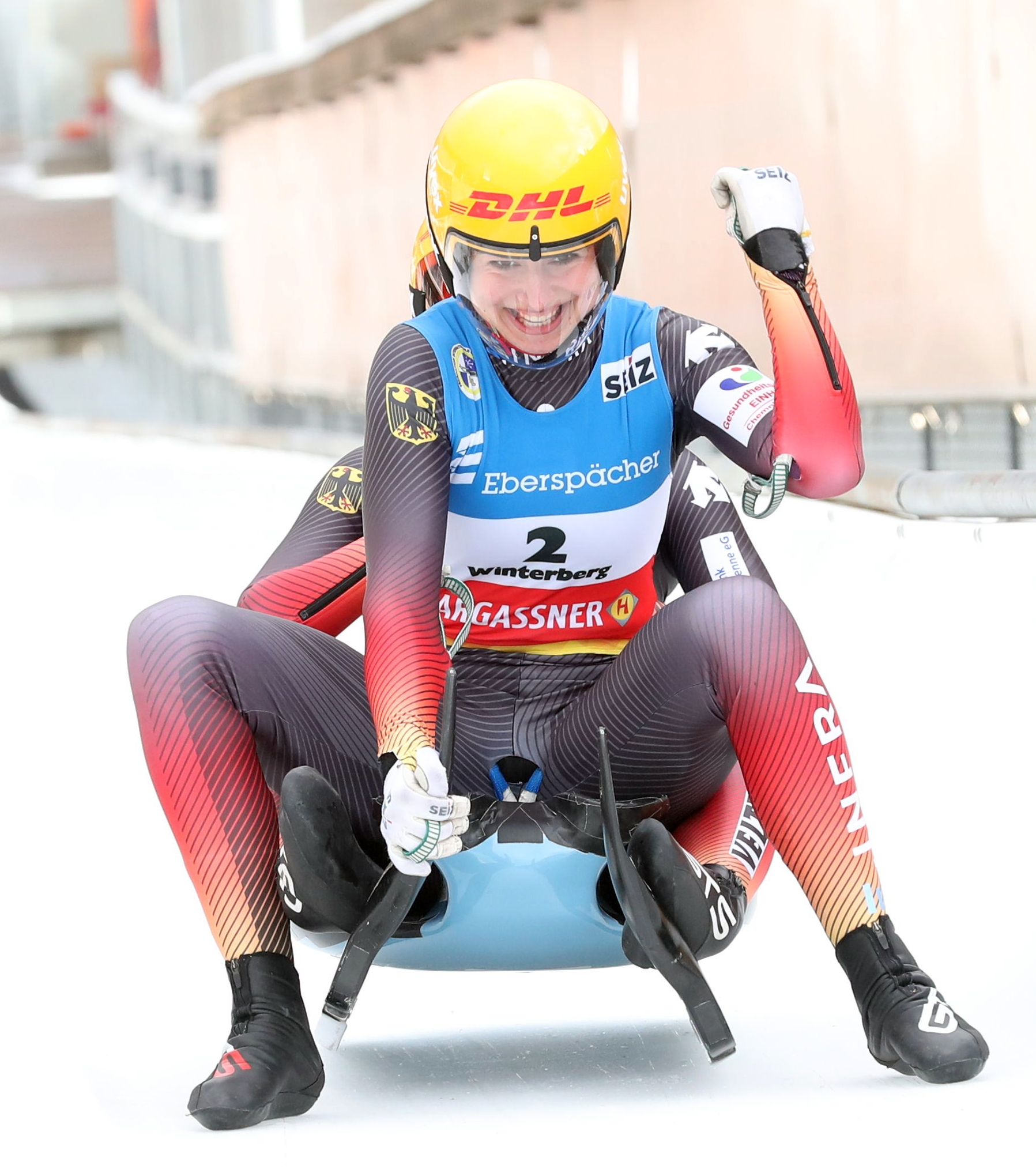
Degenhardt/Rosenthal beim Zieleinlauf
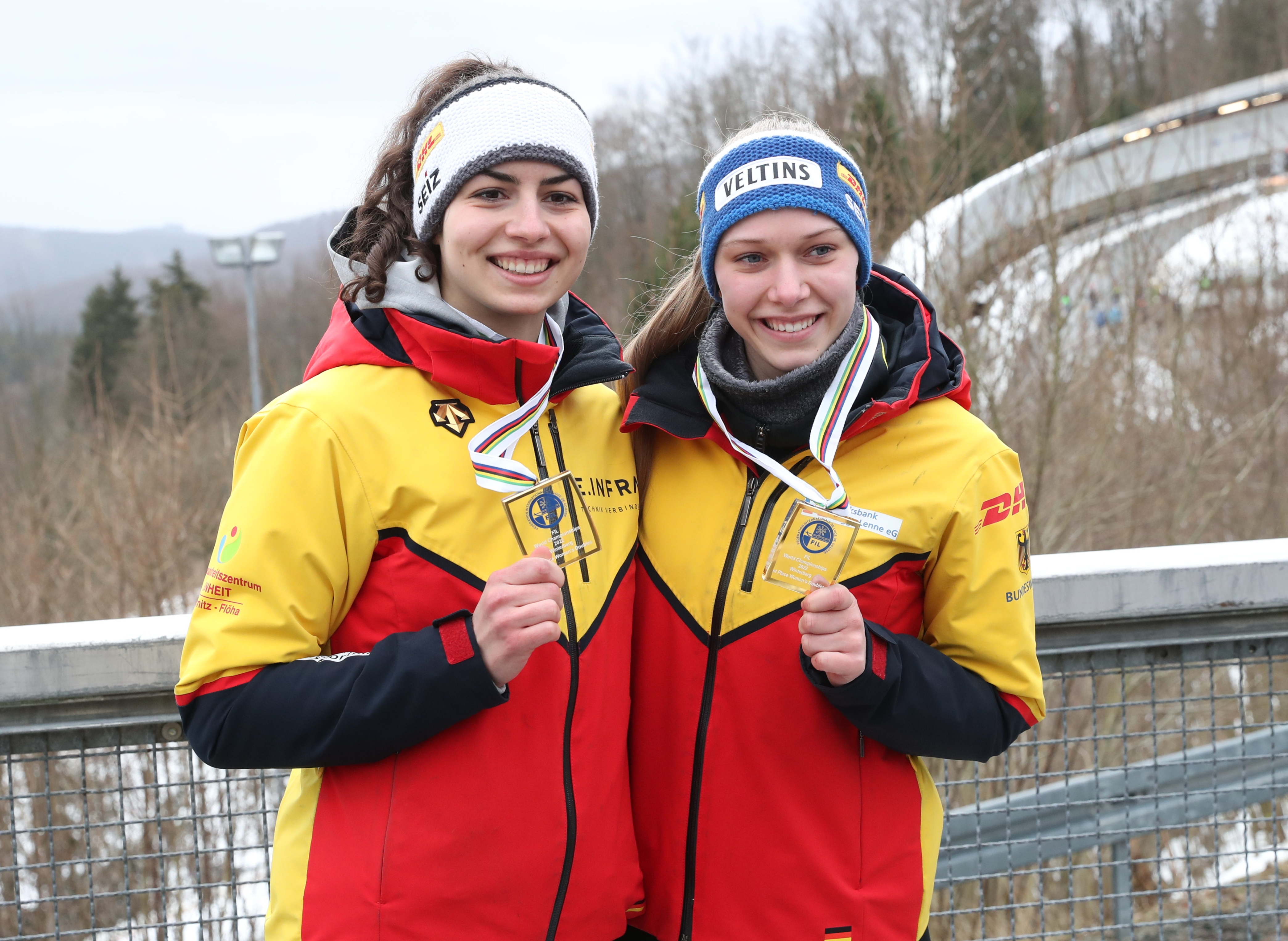
Degenhardt (rechts) und Rosenthal (links)
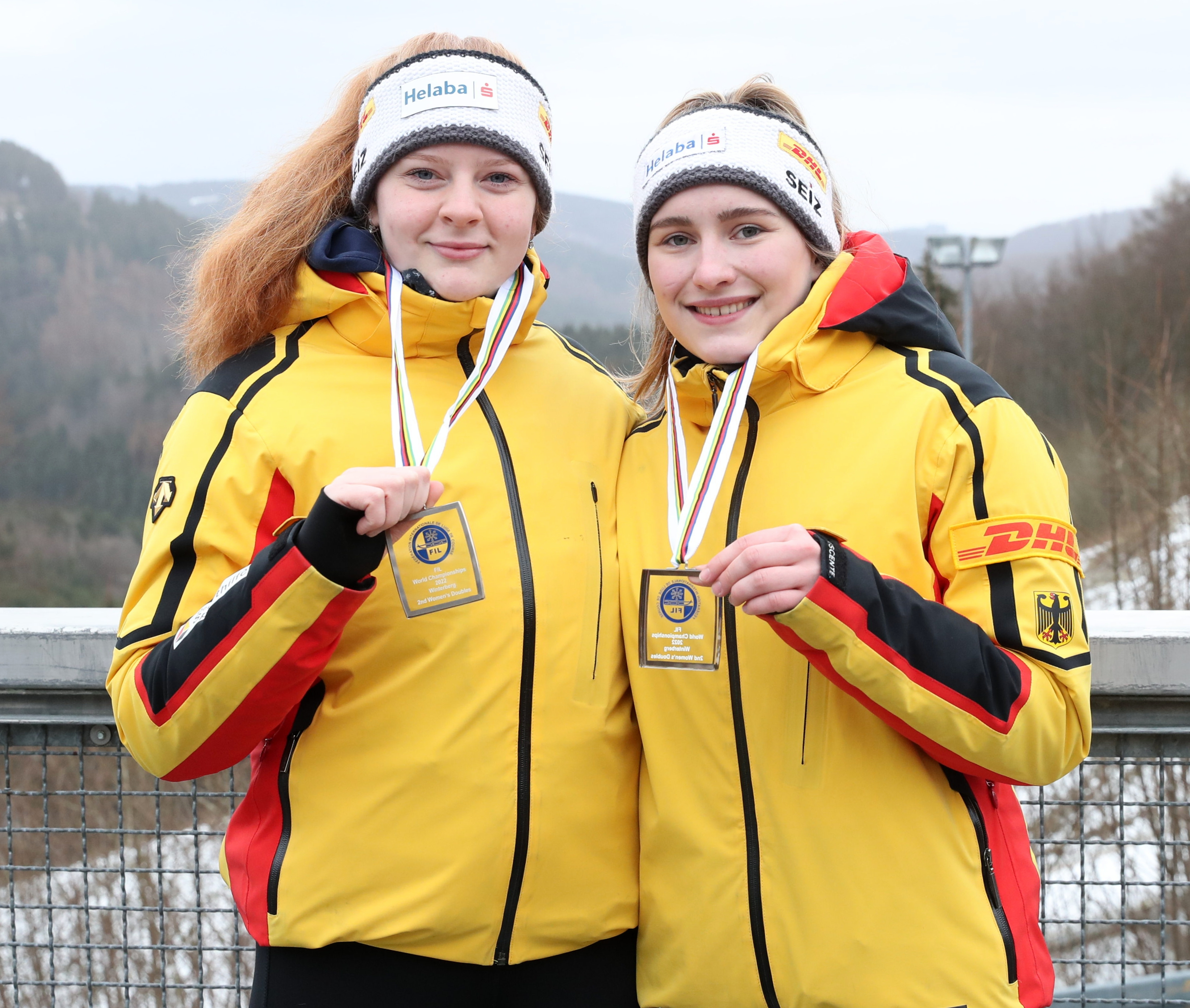
Romanenko (links) und Patz (rechts)
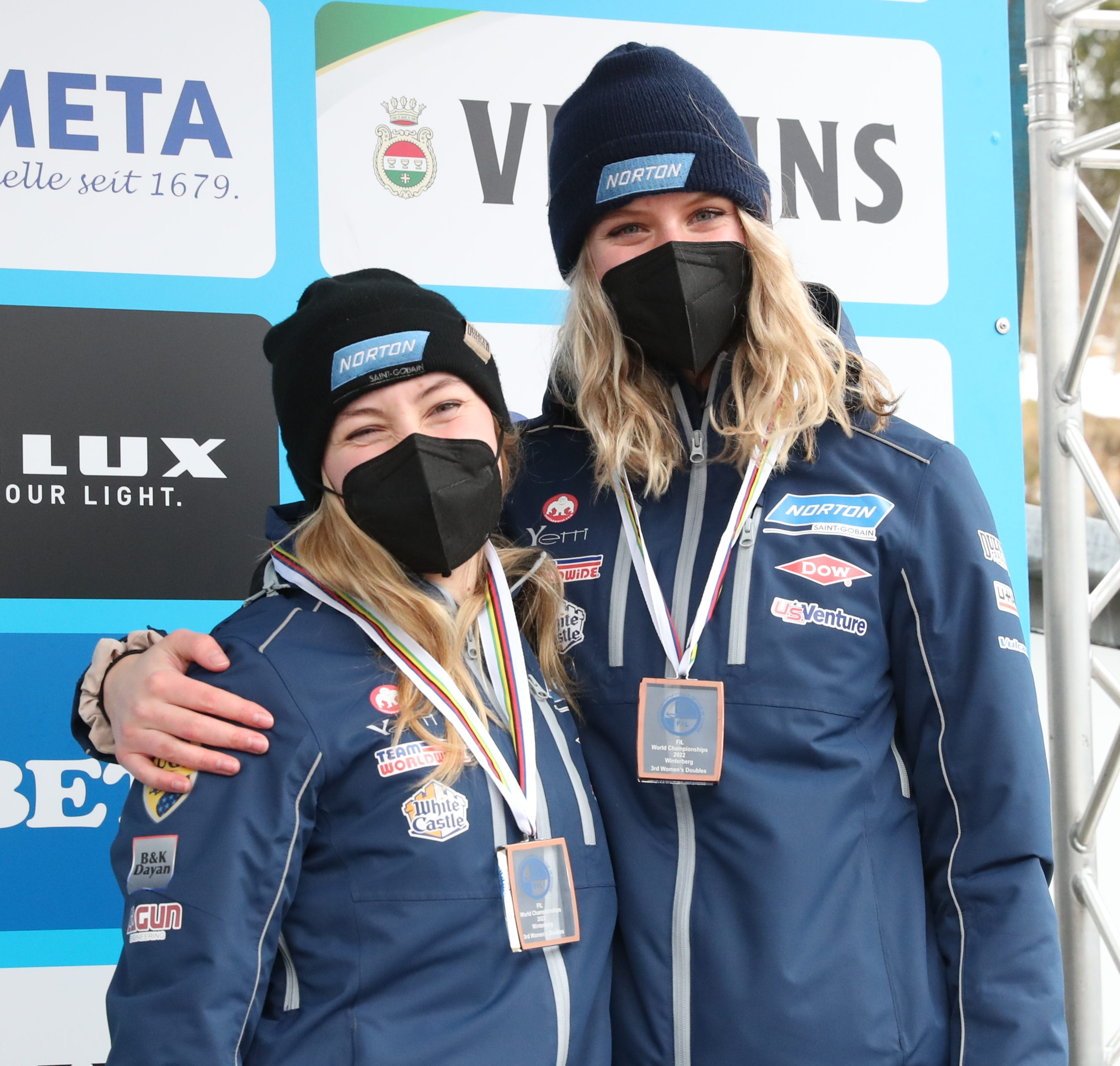
Kirkby (links) und Forgan (rechts)